# The Hard Way (1943)
The Hard Way é um filme de drama musical estadunidense de 1943, dirigido por Vincent Sherman para a Warner Bros..

## Elenco
|  | Ida Lupino...Madame Helen Chernen |  | Joan Leslie...'Katie' Blaine |
|  | Dennis Morgan...Paul Collins      |  | Jack Carson...Albert Runkel  |

- Gladys George...Lily Emery
- Faye Emerson...Garçonete
- Paul Cavanagh...John "Jack" Shagrue
- Leona Maricle...Laura Britton (não creditada)
- Dolores Moran...Loira jovem (não creditada)

## Sinopse
Helen Chernen é uma mulher ambiciosa que vive infeliz casada com seu marido operário na cidade industrial de Green Hill. Mora com ela a irmã mais nova Katie Blaine que sonha em ser uma grande artista teatral ao conhecer  o cantor e dançarino de vaudeville Albert Runkel que se apresentava em dupla com Paul Collins. Helen manipula para que Albert se case com Katie e quando os dois vão embora da cidade, ela acompanha a irmã. Mas logo Helen começa a querer que Katie tenha uma carreira musical em Nova York e novamente articula, dessa vez para que o casal se separe. Paul percebe as intenções de Helen e tenta avisar Albert mas os dois brigam e acabam com a dupla. Logo depois Katie inicia carreira solo como queria irmã e Albert percebe que perdeu a esposa. Muito tempo depois Katie e Paul se aproximam e desejam se casar, mas Helen novamente tenta impedir a irmã de fazer o que deseja por achar que lhe prejudicará a carreira.

## Produção
O papel de Helen foi oferecido a Bette Davis e Ginger Rogers que não se interessaram. Ida Lupino então entrou para o elenco. O produtor Jerry Wald contratou para a direção Vincent Sherman. Trechos de um documentário de  Pare Lorentz foram incluídos para a apresentação da cidade mineradora de Green Hill. Para conseguirem maior realismo durante as cenas nessa cidade, nem Lupino nem Leslie foram maquiadas. O início e o fim do filme foram adicionados por insistência de Jack L. Warner que queria que Lupino aparecesse mais glamurosa na cena de abertura.

## Trilha sonora
- "I Love to Dance"
  - (1942) (não creditado)
  - Autoria de M.K. Jerome e Jack Scholl
  - Interpretada na cena de abertura e no encerramento
  - Cantada por Gladys George
  - Reprisada no show de canto e dança de Joan Leslie (dublada por Sally Sweetland) e coral
  - Canção num disco de Leslie
  - Interpretada como música de fundo
- "Am I Blue?"
  - (1929) (não creditado)
  - Música de Harry Akst
  - Versos de Grant Clarke
  - Cantada por Dennis Morgan e Jack Carson no show de vaudeville
  - Reprisada por Joan Leslie (dublada por Sally Sweetland)
  - Interpretada como música de fundo
- "Tip Toe Through the Tulips with Me"
  - (1929) (não creditado)
  - Música de Joseph Burke
  - Versos de Al Dubin
  - Cantada por Dennis Morgan e Jack Carson no show de vaudeville
- "You're Getting to Be a Habit With Me"
  - (1932) (não creditada)
  - Música de Harry Warren
  - Versos de Al Dubin
  - Interpretada numa máquina musical na sorveteria
- "For You"
  - (1930) (não creditada)
  - Música de Joseph Burke
  - Versos de Al Dubin
  - Interpretada ao piano por Dennis Morgan e dançada por Joan Leslie
  - Interpretada como música de fundo
- "(You May Not Be an Angel, But) I'll String Along With You"
  - (1934) (não creditada)
  - Música de Harry Warren
  - Versos de Al Dubin
  - Cantada por Dennis Morgan e Jack Carson no show de vaudeville com dança de Joan Leslie
- "Shuffle Off To Buffalo"
  - (1932) (não creditada)
  - Música de Harry Warren
  - Versos de Al Dubin
  - Cantada e dançada por Jack Carson e Joan Leslie (dublada por Sally Sweetland) no show de vaudeville
  - Interpretada como música de fundo
- "Forty-Second Street"
  - (1932) (não creditada)
  - Música de Harry Warren
  - Versos de Al Dubin
  - Interpretada como música de fundo
- "She's a Latin from Manhattan"
  - (1935) (não creditada)
  - Música de Harry Warren
  - Versos de Al Dubin
  - Cantada e dançada por Jack Carson e Joan Leslie (dublada por Sally Sweetland) num nightclub
- "I Get a Kick Out of You"
  - (1934) (não creditada)
  - Música e versos de Cole Porter
  - Interpretada fora de cena pela banda do nightclub
- "Lullaby of Broadway"
  - (1935) (não creditada)
  - Música de Harry Warren
  - Versos de Al Dubin
  - Interpretada fora de cena pela banda do nightclub
- "About a Quarter to Nine"
  - (1935) (não creditada)
  - Música de Harry Warren
  - Versos de Al Dubin
  - Interpretada ao piano e dançada por coral de mulheres
- "Jeepers Creepers"
  - (1938) (não creditada)
  - Música de Harry Warren
  - Versos de Johnny Mercer
  - Cantada por coral no show
- "My Little Buckaroo"
  - (1937) (não creditada)
  - Música de M.K. Jerome
  - Versos de Jack Scholl
  - Cantada por coral no ensaio
- "With Plenty of Money and You"
  - (1936) (não creditada)
  - Música de Harry Warren
  - Versos de Al Dubin
  - Cantada por coral no show durante o ensaio
- "You Must Have Been a Beautiful Baby"
  - (1938) (não creditada)
  - Música de Harry Warren
  - Versos de Johnny Mercer
  - Cantada por coral no show durante o ensaio
- "Begin the Beguine"
  - (1935) (não creditada)
  - Música e versos de Cole Porter
  - Interpretada num disco
- "Night and Day"
  - (1932) (não creditada)
  - Música e versos de Cole Porter
  - Interpretada pela banda no Embassy Club
- "Goodnight, My Darling"
  - (1942) (não creditada)
  - Escrita por M.K. Jerome e Jack Scholl
  - Interpretada pela banda no Oakmont Lodge
  - Cantada por Dennis Morgan
- "There's a Small Hotel"
  - (1936) (não creditada)
  - Música de Richard Rodgers
  - Versos de Lorenz Hart
  - Interpretada numa máquina de música no teatro

## Prêmios
- Ida Lupino venceu o Prêmio do New York Film Critics Circle como "Melhor Atriz".[1]